# Wojciech Soiński
Wojciech Ludwik Soiński (ur. 24 września 1948 w Szczecinie) – polski prawnik, sędzia i radca prawny, działacz opozycji w okresie PRL, były wicewojewoda szczeciński.

## Życiorys
W 1970 ukończył studia na Wydziale Prawa Uniwersytetu im. Adama Mickiewicza, a trzy lata później aplikację sądową. Orzekał jako asesor i następnie sędzia w szczecińskim Sądzie Rejonowym.
W 1980 został członkiem „Solidarności”. Przewodniczył regionalnemu komitetowi założycielskiemu związku w sekcji pracowników wymiaru sprawiedliwości. Zasiadał następnie w centralnych władzach NSZZ „S” Pracowników Wymiaru Sprawiedliwości. Był delegatem na I Krajowy Zjada Delegatów „Solidarności” w Gdańsku.
W lutym 1982 z przyczyn politycznych usunięty ze stanowiska sędziego. Od maja do grudnia tego samego roku pozostawał internowany. Po zwolnieniu do 1990 pracował jako radca prawny, głównie w rolniczych spółdzielniach produkcyjnych. Działał także w podziemiu, m.in. publikując w czasopismach drugiego obiegu.
Od 1990 do 1995 pełnił funkcję wicewojewody szczecińskiego, następnie przez cztery lata kierował szczecińskim biurem Rządowego Centrum Studiów Strategicznych. Od 1999 ponownie wykonuje zawód radcy prawnego w ramach własnej kancelarii.
Wyróżniony odznaką „Zasłużony Działacz Kultury” (2000). W 2009 odznaczony przez prezydenta Lecha Kaczyńskiego Krzyżem Komandorskim Orderu Odrodzenia Polski. W 2015 otrzymał Krzyż Wolności i Solidarności.